# Руді Вата
Руді Вата (алб. Rudi Vata, нар. 13 лютого 1969, Шкодер, Албанія) — албанський футболіст, що грав на позиції захисника. По завершенні ігрової кар'єри — тренер.
Виступав, зокрема, за клуб «Селтік», а також національну збірну Албанії.
Чемпіон Албанії. Володар Кубка Шотландії.

## Клубна кар'єра
Вихованець футбольної школи клубу «Влазнія». Дорослу футбольну кар'єру розпочав 1987 року в основній команді того ж клубу, в якій провів три сезони.
Згодом з 1990 по 1993 рік грав у складі команд клубів «Динамо» (Тирана), «Ле-Ман» та «Тур».
Своєю грою за останню команду привернув увагу представників тренерського штабу клубу «Селтік», до складу якого приєднався 1993 року. Відіграв за команду з Глазго наступні три сезони своєї ігрової кар'єри.
Протягом 1996—2004 років захищав кольори клубів «Аполлон», «Енергі», «Рот Вайс» (Ален), «Тирана», «Йокогама» та «Сент-Джонстон». Протягом цих років виборов титул чемпіона Албанії.
Завершив професійну ігрову кар'єру у клубі «Партизані», за команду якого виступав протягом 2004—2005 років.

## Виступи за збірну
1990 року дебютував в офіційних матчах у складі національної збірної Албанії. Протягом кар'єри у національній команді, яка тривала 12 років, провів у формі головної команди країни 59 матчів, забивши 5 голів.

## Кар'єра тренера
Розпочав тренерську кар'єру, повернувшись до футболу після невеликої перерви, 2011 року, очоливши тренерський штаб клубу «Влазнія». Наразі досвід тренерської роботи обмежується цим клубом.

## Статистика виступів

### Статистика клубних виступів
| Сезон                       | Команда                     | Чемпіонат                   | Чемпіонат | Чемпіонат | Національний кубок | Національний кубок | Національний кубок | Континентальні кубки | Континентальні кубки | Континентальні кубки | Інші змагання | Інші змагання | Інші змагання | Усього | Усього |
| Сезон                       | Команда                     | Ліга                        | Ігор      | Голів     | Ліга               | Ігор               | Голів              | Ліга                 | Ігор                 | Голів                | Ліга          | Ігор          | Голів         | Ігор   | Голів  |
| --------------------------- | --------------------------- | --------------------------- | --------- | --------- | ------------------ | ------------------ | ------------------ | -------------------- | -------------------- | -------------------- | ------------- | ------------- | ------------- | ------ | ------ |
| 1987–88                     | «Влазнія»                   | КП                          | 0         | 0         | КА                 | 0                  | 0                  | КВК                  | 3                    | 0                    | -             | -             | -             | 3      | 0      |
| 1988–89                     | «Влазнія»                   | КП                          | 0         | 0         | КА                 | 0                  | 0                  | -                    | -                    | -                    | -             | -             | -             | 0      | 0      |
| 1989–90                     | «Влазнія»                   | КП                          | 0         | 0         | КА                 | 0                  | 0                  | -                    | -                    | -                    | -             | -             | -             | 0      | 0      |
| Усього за «Влазнію»         | Усього за «Влазнію»         | Усього за «Влазнію»         | 0         | 0         |                    | 0                  | 0                  |                      |                      |                      |               |               |               | 0      | 0      |
| 1990–91                     | «Динамо» (Тирана)           | КП                          | 0         | 0         | КА                 | 0                  | 0                  | КЄЧ                  | 2                    | 0                    | -             | -             | -             | 2      | 0      |
| 1991-січ. 1992              | «Ле-Ман»                    | Л2                          | 0         | 0         | КФ                 | 0                  | 0                  | -                    | -                    | -                    | -             | -             | -             | 0      | 0      |
| січ.-лип. 1992              | «Тур»                       | Л2                          | 0         | 0         | КФ                 | 0                  | 0                  | -                    | -                    | -                    | -             | -             | -             | 0      | 0      |
| 1992-січ. 1993              | «Динамо» (Тирана)           | КП                          | 0         | 0         | КА                 | 0                  | 0                  | -                    | -                    | -                    | -             | -             | -             | 0      | 0      |
| Усього за «Динамо» (Тирана) | Усього за «Динамо» (Тирана) | Усього за «Динамо» (Тирана) | 0         | 0         |                    | 0                  | 0                  |                      |                      |                      |               |               |               | 0      | 0      |
| січ.-лип. 1993              | «Селтік»                    | ШПЛ                         | 22        | 2         | КШ+КШЛ             | 0+0                | 0                  | -                    | -                    | -                    | -             | -             | -             | 22     | 2      |
| 1993–94                     | «Селтік»                    | ШПЛ                         | 10        | 1         | КШ+КШЛ             | 0+0                | 0                  | -                    | -                    | -                    | -             | -             | -             | 10     | 1      |
| 1994–95                     | «Селтік»                    | ШПЛ                         | 7         | 1         | КШ+КШЛ             | 0+0                | 0                  | -                    | -                    | -                    | -             | -             | -             | 7      | 1      |
| 1995–96                     | «Селтік»                    | ШПЛ                         | 6         | 0         | КШ+КШЛ             | 0+0                | 0                  | КВК                  | 4                    | 0                    | -             | -             | -             | 10     | 0      |
| Усього за «Селтік»          | Усього за «Селтік»          | Усього за «Селтік»          | 45        | 4         |                    | 0                  | 0                  |                      | 0                    | 0                    |               |               |               | 45     | 4      |
| 1996–97                     | «Аполлон»                   | ДА                          | 25        | 4         | КК                 | 0                  | 0                  |                      |                      |                      |               |               |               | 25     | 4      |
| 1997–98                     | «Аполлон»                   | ДА                          | 24        | 5         | КК                 | 0                  | 0                  |                      |                      |                      |               |               |               | 24     | 5      |
| Усього за «Аполлон»         | Усього за «Аполлон»         | Усього за «Аполлон»         | 49        | 9         |                    | 0                  | 0                  |                      |                      |                      |               |               |               | 49     | 9      |
| 1998–99                     | «Енергі»                    | ДЛ                          | 25        | 0         | КН                 | 2                  | 1                  | -                    | -                    | -                    | -             | -             | -             | 27     | 1      |
| 1999–00                     | «Енергі»                    | ДЛ                          | 25        | 1         | КН                 | 3                  | 0                  | -                    | -                    | -                    | -             | -             | -             | 28     | 1      |
| 2000–01                     | «Енергі»                    | БЛ                          | 30        | 1         | КН                 | 1                  | 0                  | -                    | -                    | -                    | -             | -             | -             | 31     | 1      |
| 2001-січ. 2002              | «Енергі»                    | БЛ                          | 1         | 0         | КН                 | 0                  | 0                  | -                    | -                    | -                    | -             | -             | -             | 1      | 0      |
| Усього за «Енергі»          | Усього за «Енергі»          | Усього за «Енергі»          | 81        | 2         |                    | 0                  | 0                  |                      |                      |                      |               |               |               | 81     | 2      |
| січ.-лип. 2002              | «Рот Вайс» (Ален)           | ДЛ                          | 8         | 0         | КН                 | 0                  | 0                  | -                    | -                    | -                    | -             | -             | -             | 8      | 0      |
| 2002–03                     | «Тирана»                    | КС                          | 13        | 4         | КА                 | 0                  | 0                  | КУЄФА                | 1                    | 0                    | -             | -             | -             | 14     | 4      |
| 2003-січ. 2004              | «Йокогама»                  | ДЖЛ2                        | 24        | 3         | КІ                 | 0                  | 0                  | -                    | -                    | -                    | -             | -             | -             | 24     | 3      |
| січ.-лир. 2004              | «Сент-Джонстон»             | ШПЛ                         | 15        | 0         | КШ+КШЛ             | 0+0                | 0                  | -                    | -                    | -                    |               |               |               | 15     | 0      |
| 2004–05                     | «Партизані»                 | КС                          | 0         | 0         | КА                 | 0                  | 0                  | -                    | -                    | -                    | -             | -             | -             | 0      | 0      |
| Усього за кар'єру           | Усього за кар'єру           | Усього за кар'єру           | 235       | 22        |                    | 6                  | 1                  |                      | 10                   | 0                    |               | -             | -             | 251    | 23     |

## Досягнення
- Чемпіон Албанії:

«Тирана»: 2002—2003
- Володар Суперкубка Албанії:

Динамо (Тирана): 1989
«Тирана»: 2002
- Володар Кубка Шотландії:

«Селтік»: 1994–1995